# Chronic Town
Chronic Town è l'EP di esordio del gruppo musicale statunitense degli R.E.M., del 1982.

## Descrizione
Questo EP venne pubblicato dopo il successo ottenuto dal primo singolo della band Radio Free Europe. La copertina del disco ha un aspetto misterioso e cupo, con una gargouille (doccione dell'architettura gotica) che guarda beffarda l'osservatore. Il disco presenta elementi più tradizionali mescolati ad accenni new wave. La band non si dimostrò soddisfatta del risultato ottenuto dopo la registrazione, ma i fan e la critica ne decretarono il successo, tanto che la casa discografica I.R.S. Records decise poi di avviare la registrazione del loro primo vero album, Murmur, pubblicato nel 1983.
Chronic Town è composto da 5 brani. Il primo è Wolves Lower che, introdotto dalla chitarra folk di Peter Buck, semplice e diretta, e dalla ritmica puntuale e decisa del basso di Mike Mills, che delinea la melodia del pezzo, e dalla batteria di Bill Berry è dominato dalla voce di Michael Stipe, sussurrata e incontrollata. Questo pezzo mostra già le caratteristiche che gli R.E.M. manifesteranno ancora negli anni successivi.
Inoltre sono presenti i brani Gardening at Night, pezzo folk-rock dove la chitarra di Buck domina, cadenzando il pezzo e definendone la melodia; Carnival of Sorts, canzone pop nervosa e veloce; 1.000.000 e Stumble che completano l'illustrazione dell'idea musicale del gruppo.
L'EP è stato in seguito pubblicato su CD nel 1987 nella raccolta B-side Dead Letter Office.

## Tracce
Musica e testi di Bill Berry, Peter Buck, Mike Mills e Michael Stipe.
1. Wolves, Lower – 4:10
2. Gardening at Night – 3:29
3. Carnival of Sorts (Box Cars) – 3:54
4. 1.000.000 – 3:06
5. Stumble – 5:40

## Formazione
- Michael Stipe – voce
- Peter Buck – chitarra, sitar elettrica (traccia 2)
- Mike Mills – basso, cori
- Bill Berry – batteria, cori